# Homohotel
Een homohotel is een hotel dat speciaal gericht is op homoseksuele gasten. Homohotels kunnen tot de homohoreca gerekend worden en ontstonden sinds de jaren vijftig als voorziening om homotoeristen te herbergen. De destijds in veel landen geldende sodomiewetgeving maakte het voor homomannen riskant om een gewone hotelkamer te huren. Tegenwoordig zijn de meeste algemene hotels voldoende homovriendelijk, waardoor het aantal homohotels aanzienlijk is afgenomen.

## Amsterdam

Homohotel Amistad (voorheen West End) aan de Kerkstraat in Amsterdam

In Amsterdam ontstonden de eerste homohotels in de jaren vijftig. Deze boden niet alleen onderdak aan de homoseksuele toeristen die op de bars en de dancings DOK en De Schakel afkwamen, maar vormden ook een uitkomst voor lokale homo's die niet over zelfstandige woonruimte beschikten. Vaak beschikten deze hotels over een eigen bar die ook toegankelijk was voor niet-logerende gasten.
Het eerste homohotel was het in 1951 geopende Unique (later The Golden Bear) aan de Kerkstraat 37, dat in 1955 werd uitgebreid met een eigen bar. Niet veel later ontstond het hotel van Sako Jan Tiemersma aan de Warmoesstraat 20, dat speciaal op mannen met een leerfetisjisme gericht was. Andere hotels voor leermannen waren Anco aan de Oudezijds Voorburgwal en Stablemaster aan de Warmoesstraat, zaken waar zowel op de kamers als in de hotelbar regelmatig seksfeesten plaatsvonden.
In de jaren zestig opende vervolgens het ene na het andere homohotel, met name in het gebied rond de Kerkstraat, die destijds als de belangrijkste homostraat van Amsterdam gold. Enkele bekende namen waren Orfeo aan de Leidsekruisstraat, Aero en West End aan de Kerkstraat, Waterfront aan het Singel, Monopole aan de Amstel en New York aan de Herengracht. Homohotels elders in de stad waren bijvoorbeeld ITC aan de Prinsengracht en de Black Tulip aan de Geldersekade.
Een van de weinige overgebleven Amsterdamse homohotels is Amistad aan de Kerkstraat 42. Dit is de opvolger van het West End Hotel dat zich boven de Cosmo Bar bevond, die daar al sinds eind jaren vijftig gevestigd was. De kamers hadden destijds nog een gezamenlijke douche en toilet op de gang. In het jaar 2000 werd de zaak verkocht, waarna het gehele pand tot hotel verbouwd werd en de naam Amistad kreeg. In december 2015 kreeg het een nieuwe eigenaar die het hotel begin 2018 geheel liet renoveren.